# Боб Шоу
Боб Шоу (на английски: Bob Shaw) е северноирландски писател, автор на произведения в жанра научна фантастика.

## Биография и творчество
Робърт „Боб Шоу“ е роден на 31 декември 1931 г. в Белфаст, Северна Ирландия, в семейство на полицай. Има двама по-малки братя. На 11 години се запалва по научната фантастика. Учи в строително инженерство в Технологичния колеж на Белфаст.
След дипломирането си работи като чертожник. В периода 1956 – 1958 г. живее със съпругата си, техния син и две дъщери, в Канада. После работи като дизайнер на самолети за „Шорт и Харланд“, а в периода 1966 – 1969 г. е научен кореспондент на „Белфаст Телеграф“. През април 1973 г. заради гражданския конфликт в Северна Ирландия семейството се мести в Англия, първо в Ълвърстън, а след това в Уорингтън. В периода 1973 – 1975 г. работи към рекламния отдел на „Викърс корабостроене“. През 1975 г. се посвещава на писателската си кариера.
През 1950 г. се присъединява към групата „Irish Fandom“, която публикува фензини за феновете на научната фантастика. В групата са също писателите Джеймс Уайт и Уолт Уилис. Публикува фензини под псевдонима БоШ (BoSh).
Започна да публикува през 1951 г. Първият му официално издаден разказ е „Аспект“ в списание „Небюла“ през 1954 г. Същата година е издадена първата му книга „The Enchanted Duplicator“ (Омагьосаният дубликатор) в съавторство с Уолт Уилис. Първият му самостоятелен роман „Night Walk“ (Нощна разходка) е издаден през 1967 г.
Става известен с поредицата си „Орбитсвил“ от 1975 г., от която първият роман печели наградата на Британската асоциация за научна фантастика.
Писателят е ценен за своята оригиналност и остроумие. Печели наградата „Хюго на феновете“ през 1979 и 1980 г.
Боб Шоу умира от рак на 11 февруари 1996 г. в Уорингтън, Англия.

## Произведения

### Самостоятелни романи
- The Enchanted Duplicator (1954) – с Уолт Уилис
- Night Walk (1967)
- The Two-timers (1968)
- The Palace of Eternity (1969)
- One Million Tomorrows (1970)
- Shadow of Heaven (1970)
- Ground Zero Man (1971) – издаден и като „The Peace Machine“
- Other Days, Other Eyes (1972)
- A Wreath of Stars (1976)
- Medusa's Children (1977)
- Ship of Strangers (1978)
- Vertigo (1978) – издаден и като „Terminal Velocity“
- Dagger of the Mind (1980)
- The Ceres Solution (1981)
- Fire Pattern (1984)
- Killer Planet (1989)

### Серия „Орбитсвил“ (Orbitsville)
1. Orbitsville (1975) – награда „BSFA“
Орбитсвил, изд. „Офир“ (1999), прев. Владимир Зарков
2. Orbitsville Departure (1983)
3. Orbitsville Judgement (1990)

### Серия „Уорън Пийс“ (Warren Peace)
1. Who Goes Here? (1977)
2. Warren Peace (1993) – издаден и като „Dimensions“

### Серия „Земя и Суша“ (Land and Overland)
1. The Ragged Astronauts (1986)
2. The Wooden Spaceships (1988)
3. The Fugitive Worlds (1989)

### Разкази
издадени на български
- Стари филми, Repeat Performance (1960)
- Странни случки в един киносалон, Repeat Performance (1960)
- Стъкленият свидетел, Burden of Proof (1967)
- Среща на Прайла, Appointment on Prila (1968)
- Дефлация 2001, Deflation 2001 (1972)
- Светлина от други дни, Other Days, Other Eyes (1972)
- Психоборецът, Dream Fighter (1976)
- Похитителите на тела, Waltz of the Bodysnatchers (1976)
- Малък свят, Small World (1978)

### Сборници
- Tomorrow Lies in Ambush (1973)
- Cosmic Kaleidoscope (1976)
- Galactic Tours (1981)
- A Better Mantrap (1982)
- Dark Night in Toyland (1989)

### Документалистика
- How to Write Science Fiction (1993)
- Load of Old Bosh (1995)